# محمدسرور رجایی
محمدسرور رجایی (۱۳۴۷–۷ مرداد ۱۴۰۰) نویسنده، شاعر و روزنامه‌نگار افغانستانی بود.

## زندگی این بزرگوار
رجایی شاعر، نویسنده و روزنامه‌نگار اهل افغانستان در ۲۸ اسد (مرداد) ۱۳۴۷ در محلهٔ «وزیرآباد» کابل چشم به جهان گشود و در سال ۱۳۷۳ به ایران مهاجرت کرد.
رجایی یکی از فعالین فرهنگی، اجتماعی و رسانه ای مهاجرین در ایران بود. او در سال ۱۳۸۲ با جمعی دیگر «خانهٔ ادبیات افغانستان» را تأسیس کرد و سال‌ها یادداشت‌نویس ثابت روزنامهٔ «شهرآرا» بود. او، مجلهٔ «باغ» را در حوزهٔ ادبیات کودکان و «تندرستی» را برای ورزشکاران افغانستانی جنوب تهران منتشر کرد و مدیریت تیم فوتبال آنها را به عهده گرفت. با جمعی، برای رسیدگی به نیازمندان و حمایت از کار و تولید مهاجرین، صندوق قرض‌الحسنه‌ای تأسیس کرده و برای آموزش کودکان کار نیز تلاش بسیاری به خرج داد.
محمدسرور رجائی در یادداشت‌های مطبوعاتی که سرانجام در سال ۱۴۰۰ به صورت کتابی با عنوان «خون‌شریکی» منتشر شد به این باور شخصی خود اشاره کرده است که مردم افغانستان و ایران بر «سفرهٔ مشترک فرهنگ» نشسته و از هم‌دلی به «خون شریکی» رسیده‌اند. او، گفت‌وگو را حلقهٔ مفقودهٔ ارتباطات فرهنگی دو ملت و ایران را وطن فرهنگی مهاجران افغانستانی می‌دانست.
محمدسرور رجائی در مرداد ۱۴۰۰ به‌دلیل ابتلا به کرونا درگذشت. افراد و نهادهای مختلف از جمله سید عباس صالحی، وزیر وقت فرهنگ و ارشاد اسلامی ایران، به‌مناسبت درگذشت او پیام تسلیت صادر کردند.
وی در قطعه شهدای بهشت زهرای تهران در کنار شهید آوینی دفن شد.

## آثار
- از دشت لیلی تا جزیره مجنون (خاطرات رزمندگان افغانستانی جنگ ایران و عراق)، انتشارات راه یار
- مأموریت خدا (هفت روایت از احمدرضا سعیدی)، انتشارات راه یار
- در آغوش قلب‌ها (اشعار و خاطرات مردم افغانستان از روح‌الله خمینی)، انتشارات راه یار
- گل‌های باغ کابل (مجموعه شعر کودکان)
- وطن‌دار (روایت ۲۸ افغانستانی از مهاجرت به ایران)
- گرگ‌های مهربان کوه تخت (داستانی از افغانستان)
- خون‌شریکی (یادداشت‌های مطبوعاتی محمدسرور رجایی)